# ZNF143
ZNF143‏ (Zinc finger protein 143) هوَ بروتين يُشَفر بواسطة جين ZNF143 في الإنسان.